# Tomaszew (powiat kolski)
Tomaszew – wieś w Polsce położona w województwie wielkopolskim, w powiecie kolskim, w gminie Olszówka.
W latach 1975–1998 miejscowość położona była w województwie konińskim.

## Informacje ogólne
Wieś położona jest 10 km na południe od Kłodawy, przy drodze wojewódzkiej nr 263 ze Słupcy do Dąbia. Po południowej stronie trasy stoi wiatrak koźlak z przełomu XVIII i XIX wieku wpisany do rejestru zabytków.